# Oszkár Gerde
Oszkár Gerde (Budapest, 8 de juliol de 1883 – Mauthausen-Gusen, 8 d'octubre de 1944) va ser un tirador d'esgrima hongarès que va competir a principis del segle xx.
El 1908 va prendre part en els Jocs Olímpics de Londres, on guanyà la medalla d'or en la competició de sabre per equips del programa d'esgrima, formant equip amb Jenő Fuchs, Péter Tóth i Lajos Werkner. En la prova d'espasa individual quedà eliminat en sèries.
Quatre anys més tard, als Jocs d'Estocolm, guanyà una nova medalla d'or en la competició de sabre per equips, mentre en la prova individual torna a quedar eliminat en sèries.
El 1944 fou deportat al camp de concentració de Mauthausen-Gusen, on morí el 8 d'octubre de 1944.